# František Dvořák (redaktor)
František Dvořák, též jako Franz Dvorak (27. září 1872, Třebíč – 16. června 1942 Praha) byl rakouský politik bez politické příslušnosti.

## Biografie
Po ukončení základní a střední školy se Dvořák stal redaktorem a později šéfredaktorem Dělnických listů. Byl spoluzakladatelem humanitární organizace České srdce a mezi 4. březnem 1919 a 9. listopadem 1920 byl zvoleným členem rakouského Ústavodárného národního shromáždění bez politické příslušnosti. V roce 1893 pro porušení tiskového zákona obdržel trest 15 dnů vězení.